# Activate
Activate ist ein deutsches Eurodance-Projekt, das 1993 von den Produzenten Alexander Stiepel, Andreas Hötter, Mike Griesheimer und Thomas Detert, die unter dem Namen A-Team zusammenarbeiteten, initiiert wurde.

## Hintergrund
Der Act bestand zunächst aus Detert und Griesheimer sowie Sängerin Nicole Wetzel und Keyboarder Manfred Poppe. Nachdem die Debütsingle Let the Rhythm Take Control zum Clubhit wurde, verließ Poppe Activate und widmete sich seinem eigenen Projekt X-Fade. Wetzel wurde wenig später im Studio durch Rachelle Rack und bei Live-Shows durch Nanni Zagar ersetzt.
Das Debütalbum Visions kam 1994 in den Handel. 1995 wurde die Single Save Me, die in die deutschen und österreichischen Top 25 stieg, der einzige Charthit des Trios. Nach weiteren Singleveröffentlichungen folgte 1996 die Trennung. Thomas Detert und Mike Griesheimer hatten ab 1997 als 666 und ab 2005 als Vinylshakerz Charterfolge.

## Mitglieder
- Nicole Wetzel – Gesang (1993–1994)
- Rachelle Rack – Studiogesang (ab 1994)
- Nanni Zagar – Gesang bei Auftritten (ab 1994)
- Thomas Detert – Keyboard, Songwriter
- Mike Griesheimer – Rap, Songwriter
- Manfred Poppe – Keyboard (nur 1993)
- The A-Team – Produzenten

## Diskografie

### Alben
- 1994: Visions
- 2012: Lost & Found (Special Fan Edition)

### Singles
- 1993: Let the Rhythm Take Control
- 1993: Beat of the Drum
- 1994: Save Me
- 1995: Tell Me
- 1995: I Say What I Want
- 1997: Fall in Love with You
- 2013: Let the Rhythm Take Control '96
- 2016: Spotlight[3]